# Вейвлет-преобразование
Вейвлет-преобразование (англ. Wavelet transform) — интегральное преобразование, которое представляет собой свертку вейвлет-функции с сигналом. Вейвлет-преобразование переводит сигнал из временного представления в частотно-временное.
Способ преобразования функции (или сигнала) в форму, которая или делает некоторые величины исходного сигнала более поддающимися изучению, или позволяет сжать исходный набор данных.
Вейвлетное преобразование сигналов является обобщением спектрального анализа. Термин (англ. wavelet) в переводе с английского означает «маленькая волна». Вейвлеты — это обобщённое название математических функций определенной формы, которые локальны во времени и по частоте и в которых все функции получаются из одной базовой, изменяя её (сдвигая, растягивая).

## Требования к вейвлетам
Для осуществления вейвлет-преобразования вейвлет-функции должны удовлетворять следующим критериям:
1. Вейвлет {\displaystyle \psi (t)} должен обладать конечной энергией:
{\displaystyle E=\int \limits _{-\infty }^{\infty }{|\psi (t)|}^{2}\,dt<\infty }
2. Если {\displaystyle {\hat {\psi }}(f)} фурье-преобразование для вейвлета {\displaystyle \psi (t)}, то есть
{\displaystyle {\hat {\psi }}(f)=\int \limits _{-\infty }^{\infty }\psi (t)e^{-i(2\pi f)t}\,dt}
тогда должно выполняться следующее условие:
{\displaystyle C_{\psi }=\int \limits _{0}^{\infty }{\frac {{|{\hat {\psi }}(f)|}^{2}}{f}}\,df<\infty }
Это условие называется условием допустимости, и из него следует что вейвлет при нулевой частотной компоненте должен удовлетворять условию {\displaystyle {\hat {\psi }}(0)=0} или, в другом случае, вейвлет {\displaystyle \psi (t)} должен иметь среднее равное нулю.
3. Дополнительный критерий предъявляется для комплексных вейвлетов, а именно, что для них Фурье-преобразование должно быть одновременно вещественным и должно убывать для отрицательных частот.
4. Локализация: вейвлет должен быть непрерывным, интегрируемым, иметь компактный носитель и быть локализованным как во времени (в пространстве), так и по частоте. Если вейвлет в пространстве сужается, то его средняя частота повышается, спектр вейвлета перемещается в область более высоких частот и расширяется. Этот процесс должен быть линейным — сужение вейвлета вдвое должно повышать его среднюю частоту и ширину спектра также вдвое.

## Свойства вейвлет-преобразования
1. Линейность
{\displaystyle {\text{WT}}[\alpha s_{1}(t)+\beta s_{2}(t)]=\alpha \,{\text{WT}}[s_{1}(t)]+\beta \,{\text{WT}}[s_{2}(t)]}
2. Инвариантность относительно сдвига
{\displaystyle {\text{WT}}[s(t-t_{0})]=C(a,b-t_{0})}
Сдвиг сигнала во времени на t0 приводит к сдвигу вейвлет-спектра также на t0.
3. Инвариантность относительно масштабирования
{\displaystyle {\text{WT}}{\biggl [}s{\biggl (}{\frac {t}{a_{0}}}{\biggr )}{\biggr ]}={\frac {1}{a_{0}}}C{\biggl (}{\frac {a}{a_{0}}},\,{\frac {b}{a_{0}}}{\biggr )}}
Растяжение (сжатие) сигнала приводит к сжатию (растяжению) вейвлет-спектра сигнала.
4. Дифференцирование
{\displaystyle {\frac {d^{n}}{dt^{n}}}{\text{WT}}[s(t)]={\text{WT}}{\biggl [}{\frac {d^{n}s(t)}{dt^{n}}}{\biggr ]},\quad {\text{WT}}{\biggl [}{\frac {d^{n}s(t)}{dt^{n}}}{\biggr ]}=(-1)^{n}\!\int \limits _{-\infty }^{\infty }s(t){\frac {d^{n}\psi (t)}{dt^{n}}}\,dt}
Отсюда следует, что безразлично, дифференцировать ли функцию или анализирующий вейвлет. Если анализирующий вейвлет задан формулой, то это может быть очень полезным для анализа сигналов. Это свойство особенно полезно, если сигнал задан дискретным рядом.

## Непрерывное вейвлет-преобразование
Вейвлет-преобразование для непрерывного сигнала относительно вейвлет функции определяется следующим образом[1]:
{\displaystyle T(a,b)={\frac {1}{\sqrt {a}}}\int \limits _{-\infty }^{\infty }x(t)\psi ^{*}\left({\frac {t-b}{a}}\right)\,dt}
где {\displaystyle {\psi }^{*}} означает комплексное сопряжение для {\displaystyle \psi }, параметр {\displaystyle b\in R} соответствует временному сдвигу, и называется параметром положения, параметр {\displaystyle a>0} задает масштабирование и называется параметром растяжения.
{\displaystyle w(a)\equiv {\frac {1}{\sqrt {a}}}} — весовая функция.
Мы можем определить нормированную функцию следующим образом
{\displaystyle {\psi }_{a,b}={\frac {1}{\sqrt {a}}}{\psi }\left({\frac {t-b}{a}}\right)}
что означает временной сдвиг на b и масштабирование по времени на a. Тогда формула вейлет-преобразования изменится на
{\displaystyle T(a,b)=\int \limits _{-\infty }^{\infty }x(t)\,\psi _{a,b}^{*}\,dt}
Исходный сигнал может быть восстановлен по формуле обратного преобразования
{\displaystyle x(t)={\frac {1}{C_{\psi }}}\int \limits _{-\infty }^{\infty }\int \limits _{-\infty }^{\infty }T(a,b)\,{\psi }_{a,b}(t)\,da\,db}

## Дискретное вейвлет-преобразование
В дискретном случае, параметры масштабирования a и сдвига b представлены дискретными величинами:
{\displaystyle a=a_{0}^{m},\quad b=nb_{0}}
Тогда анализирующий вейвлет имеет следующий вид:
{\displaystyle \psi _{m,n}=a_{0}^{-m/2}\psi \left({\frac {t-nb_{0}}{a_{0}^{m}}}\right)}
где m и n — целые числа.
В таком случае для непрерывного сигнала дискретное вейвлет-преобразование и его обратное преобразование запишутся следующими формулами:
{\displaystyle T_{m,n}=\int \limits _{-\infty }^{\infty }x(t)\,\psi _{m,n}^{*}(t)\,dt}
Величины {\displaystyle T_{m,n}} также известны как вейвлет-коэффициенты.
{\displaystyle x(t)=K_{\psi }\sum \limits _{m=-\infty }^{\infty }\sum \limits _{n=-\infty }^{\infty }T_{m,n}\psi _{m,n}(t)}
где {\displaystyle K_{\psi }} — постоянная нормировки.

## Применение
Вейвлет-преобразование широко используется для анализа сигналов. Помимо этого, оно находит большое применение в области сжатия данных. В дискретном вейвлет-преобразовании наиболее значимая информация в сигнале содержится при высоких амплитудах, а менее полезная — при низких. Сжатие данных может быть получено за счет отбрасывания низких амплитуд. Вейвлет-преобразование позволяет получить высокое соотношение сжатия в сочетании с хорошим качеством восстановленного сигнала. Вейвлет-преобразование было выбрано для стандартов сжатия изображений JPEG2000 и ICER. Однако, при малых сжатиях вейвлет-преобразование уступает по качеству в сравнении с оконным Фурье-преобразованием, которое лежит в основе стандарта JPEG.
Выбор конкретного вида и типа вейвлетов во многом зависит от анализируемых сигналов и задач анализа. Для получения оптимальных алгоритмов преобразования разработаны определенные критерии, но их еще нельзя считать окончательными, так как они являются внутренними по отношению к самим алгоритмам преобразования и, как правило, не учитывают внешних критериев, связанных с сигналами и целями их преобразований. Отсюда следует, что при практическом использовании вейвлетов необходимо уделять достаточное внимание проверке их работоспособности и эффективности для поставленных целей по сравнению с известными методами обработки и анализа.

## Достоинства и недостатки
Достоинства:
- Вейвлетные преобразования обладают всеми достоинствами преобразований Фурье.
- Вейвлетные базисы могут быть хорошо локализованными как по частоте, так и по времени. При выделении в сигналах хорошо локализованных разномасштабных процессов можно рассматривать только те масштабные уровни разложения, которые представляют интерес.
- Базисные вейвлеты могут реализоваться функциями различной гладкости.

Недостатки:
- Можно выделить один недостаток ― это относительная сложность преобразования.